# Agustín Álvarez Wallace
Agustín Álvarez Wallace (Montevideo, Uruguay; 20 de abril de 2001) futbolista uruguayo que juega como mediocampista y su actual equipo es Unión La Calera de la Primera División de Chile.

## Trayectoria
Se unió a las divisiones inferiores de Peñarol el año 2005. Debutó profesionalmente por el club el 27 de julio de 2019 en una victoria 2-0 ante Danubio en partido válido el campeonato uruguayo.
El 3 de febrero de 2023, fue transferido al Montevideo City Torque en un contrato hasta diciembre de 2027.  En la temporada 2024, durante el primer semestre fue cedido a Atlético Nacional colombiano; mientras que el segundo semestre fue prestado a Unión La Calera de la Primera División chilena.

## Clubes
| Club                         | Div.          | Temporada     | Liga  | Liga  | Copas nacionales(1) | Copas nacionales(1) | Copas internacionales(2) | Copas internacionales(2) | Total | Total |
| Club                         | Div.          | Temporada     | Part. | Goles | Part.               | Goles               | Part.                    | Goles                    | Part. | Goles |
| ---------------------------- | ------------- | ------------- | ----- | ----- | ------------------- | ------------------- | ------------------------ | ------------------------ | ----- | ----- |
| Peñarol · Uruguay            | 1.ª           | 2019          | 1     | 0     | 0                   | 0                   | 0                        | 0                        | 1     | 0     |
| Peñarol · Uruguay            | 1.ª           | 2020          | 18    | 0     | 0                   | 0                   | 1                        | 0                        | 19    | 0     |
| Peñarol · Uruguay            | 1.ª           | 2021          | 10    | 0     | 1                   | 0                   | 4                        | 0                        | 15    | 0     |
| Peñarol · Uruguay            | 1.ª           | 2022          | 22    | 0     | 5                   | 0                   | 0                        | 0                        | 27    | 0     |
| Peñarol · Uruguay            | Total club    | Total club    | 51    | 0     | 6                   | 0                   | 5                        | 0                        | 62    | 0     |
| Montevideo City · Uruguay    | 1.ª           | 2023          | 33    | 0     | 1                   | 0                   | -                        | -                        | 34    | 0     |
| Montevideo City · Uruguay    | Total club    | Total club    | 33    | 0     | 1                   | 0                   | -                        | -                        | 34    | 0     |
| Atlético Nacional · Colombia | 1.ª           | 2024          | 15    | 0     | 0                   | 0                   | 0                        | 0                        | 15    | 0     |
| Atlético Nacional · Colombia | Total club    | Total club    | 15    | 0     | 0                   | 0                   | 0                        | 0                        | 15    | 0     |
| Unión La Calera · Chile      | 1.ª           | 2024          | 12    | 0     | 0                   | 0                   | -                        | -                        | 12    | 0     |
| Unión La Calera · Chile      | Total club    | Total club    | 12    | 0     | 0                   | 0                   | 0                        | 0                        | 12    | 0     |
| Total carrera                | Total carrera | Total carrera | 111   | 0     | 7                   | 0                   | 5                        | 0                        | 123   | 0     |

## Palmarés

### Títulos nacionales
| Título             | Club          | País    | Año  |
| ------------------ | ------------- | ------- | ---- |
| Primera División   | C. A. Peñarol | Uruguay | 2021 |
| Supercopa Uruguaya | C. A. Peñarol | Uruguay | 2022 |

## Vida personal
Es el hermano menor del mediocampista Elbio Álvarez.